# Migrationsdomstolen i Göteborg
Migrationsdomstolen i Göteborg är en svensk särskild domstol i Göteborg och en av landets fyra migrationsdomstolar. Domstolen är förlagd till Förvaltningsrätten i Göteborg. Landets andra migrationsdomstolar, som alla är underrätter, finns i  Luleå, Malmö och Stockholm. Därtill finns överrätten Migrationsöverdomstolen som är förlagd till Kammarrätten i Stockholm.
Domstolens domkrets utgörs av Västra Götalands län, Hallands län, Värmlands län och Örebro län, samt Sveriges utlandsmyndigheter i fråga om viseringsbeslut.
Migrationsdomstolen i Göteborg inrättades i samband med att den nya instans- och processordning i utlännings- och medborgarskapsärenden infördes den 31 mars 2006. Domstolen prövar överklagade beslut från Migrationsverket, och i vissa fall Polismyndigheten. Domstolens avgöranden kan överklagas till Migrationsöverdomstolen. Innan den nya instans- och processordningen infördes överklagades Migrationsverkets beslut till Utlänningsnämnden, som var enda överklagandeinstans.